# 霍氏旋木雀
，是雀形目旋木雀科的一种鸟类。

## 特征
霍氏旋木雀体重约9克，翼长约63.4毫米，嘴峰长约18.6毫米，喙宽度约2毫米，喙厚度约2.6毫米，跗蹠长约15.3毫米，尾长约54.3毫米。霍氏旋木雀在其分布区内为留鸟，其栖息在密集的高大树木组成的森林中，食性为肉食性，主要食物来源是陆生无脊椎动物。

## 亚种
- ：分布于甘肃南部至西藏南部、云南、缅甸东北部和不丹。
- ：分布于喜马拉雅山脉西部（东至喜马偕尔邦）。
- ：分布于喜马拉雅山脉中东部（喜马偕尔邦、尼泊尔、不丹、西藏东南部）。[4]